# Raión de Semenivka
Seménivka (en ucraniano: Семенівський район) fue un raión o distrito de Ucrania en el óblast de Poltava. En la reforma territorial de 2020, su territorio fue incluido en el raión de Kremenchuk.
Comprendía una superficie de 1300 km².
La capital era el asentamiento de tipo urbano de Seménivka.

## Demografía
Según estimación 2010 contaba con una población total de 32600 habitantes.

## Otros datos
El código KOATUU es 5324500000. El código postal 38200 y el prefijo telefónico +380 5341.